# Xã Rockdale, Quận Crawford, Pennsylvania
Xã Rockdale (tiếng Anh: Rockdale Township) là một xã thuộc quận Crawford, tiểu bang Pennsylvania, Hoa Kỳ. Năm 2010, dân số của xã này là 1.506 người.